# Wiseana cervinata
Wiseana cervinata är en fjärilsart som beskrevs av Walker 1865. Wiseana cervinata ingår i släktet Wiseana och familjen rotfjärilar. Inga underarter finns listade i Catalogue of Life.

## Bildgalleri

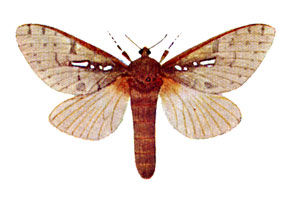